# Gheorghe Funar
Gheorghe Funar (n. 29 septembrie 1949, Sânnicolau Mare, Timiș, Republica Populară Română, România) este un politician român, de profesie economist, senator în legislatura 2004-2008. Între 1992-1997 a fost președinte al PUNR, iar din 1992-2004 primar al municipiului Cluj-Napoca. Din octombrie 1998 până în iunie 2013 a fost secretar general al Partidului România Mare. La congresul PRM din 27 iulie 2013 a fost ales președinte al partidului, funcție pe care a avut-o până în anul 2015. În 2018 a înființat Partidul România Noastră,, iar în 2024, după o asociere cu S.O.S. România, a intrat pe lista de candidați la Senat.

## Cariera
Între 1973 și 1977 a lucrat ca economist la Întreprinderea de Construcții Căi Ferate Cluj. Din 1977 a fost asistent universitar la Institutul Agronomic „Dr. Petru Groza”. Între 1990-1992 a fost prodecan al Facultății de Horticultură din cadrul Universității de Științe Agricole din Cluj (fostul institut agronomic). Până în 2004 a fost lector universitar la universitatea respectivă.

### Cariera politică
În timpul perioadei comuniste a fost membru al PCR. După decembrie 1989 s-a înscris în Partidului Unității Naționale Române (PUNR), al cărui președinte a fost între 1992-1997, după care a părăsit partidul și s-a înscris în PRM.

### Primar
În primul tur al alegerilor locale din 1992 s-a clasat pe locul al doilea, după ofițerul Petre Lițiu (CDR). În al doilea tur de scrutin l-a învins la limită pe Lițiu. La alegerile din 1996 principalul său contracandidat a fost tot Lițiu, care ulterior a fost numit atașat militar la Tirana. La alegerile din 2000 principalul său contracanditat a fost Șerban Rădulescu (CDR), ulterior vicepreședinte al PC.
În 2004 a pierdut cursa pentru fotoliul de primar în favoarea lui Emil Boc, candidatul Alianței D.A. (PNL-PD).
La alegerile locale din 2008 a candidat din nou pentru funcția de primar. Funar a obținut 4,2% din voturile clujenilor, iar partidul său nu a depășit pragul necesar pentru a intra în consiliul local.

### Senator de Cluj
La alegerile legislative din noiembrie 2004 a fost ales senator PRM de Cluj, funcție pe care a deținut-o până în noiembrie 2008. În cadrul activității sale parlamentare, Gheorghe Funar a fost membru în grupurile parlamentare de prietenie cu Republica Federală Germania, Republica Federativă a Brazilei, Ucraina, India, Republica Coreea și Republica Populară Chineză. Gheorghe Funar a înregistrat 1353 de luări de cuvânt în 338 de ședințe parlamentare și a inițiat 311 de propuneri legislative, din care 10 au fost promulgate legi. Gheorghe Funar a fost membru în următoarele comisii:
- Comisia pentru privatizare și administrarea activelor statului (din dec. 2008) - Președinte
- Comisia pentru buget, finanțe, activitate bancară și piață de capital (din feb. 2006)
- Comisia pentru administrație publică, organizarea teritoriului și protecția mediului

La alegerile legislative din noiembrie 2008 a obținut 5.991 de voturi din totalul celor 53.279 valabil exprimate în circumscripția în care a candidat, insuficiente pentru obținerea unui nou mandat de senator. Partidul său s-a situat sub pragul electoral.

### Candidat la președinția României
A candidat fără succes la alegerile prezidențiale din 1996 și la alegerile prezidențiale din 2014. La alegerile din 2014 a obținut 45.405 voturi din totalul de 9.723.232 voturi valabil exprimate, echivalentul a 0,47%.

## Controverse
În anii 1992-1993 a acordat sprijin logistic și l-a girat moral pe Ioan Stoica, patronul jocului piramidal Caritas.
În perioada 1992-2004 a devenit cunoscut pentru atitudinea sa antimaghiară, exprimată prin diverse acțiuni provocatoare, precum montarea unei plăcuțe ireverențioase pe soclul statuii regelui Matei Corvin, vopsirea diferitelor obiecte publice din oraș în culorile tricolorului (bănci, pubele, stâlpi de circulație etc.), iluminarea în perioada sărbătorilor de iarnă exclusiv cu beculețe roșii, galbene și albastre, schimbarea denumirilor de străzi care evocau memoria unor personalități maghiare, săpături arheologice ostentative în centrul orașului etc. Consilierul său cultural a fost publicistul Ionuț Țene.
Pe 16 septembrie 1996, ziua semnării tratatului de bază între România și Ungaria (Tratatul de la Timișoara), a organizat o paradă mortuară pe străzile Clujului. Un sicriu conținând o inimă de pluș străpusă de un cuțit a fost purtat pe străzile orașului în compania primarului Funar și a simpatizanților săi. Sicriul a fost așezat în Cimitirul Hajongard, ca semn că liniștea românilor a încetat să mai existe, fiind răpusă de cercurile dușmănoase.
S-a remarcat prin numeroasele procese pe care le-a purtat împotriva unor intelectuali clujeni, jurnaliști, politicieni, pe care i-a acuzat de insultă și de calomnie.
Împotriva sa au fost puse în mișcare mai multe acțiuni penale pentru abuz în serviciu. În dosarul „Alimentara”, instrumentat de procurorul Daniel Morar, a fost trimis în judecată în anul 1998. Dosarul a fost strămutat la Tribunalul Brașov, care l-a achitat pe Funar.
În dosarul în care a fost trimis în judecată pentru dizolvarea abuzivă a consiliului local în anul 2002, a fost achitat de ÎCCJ în anul 2009.
De-a lungul timpului, Gheorghe Funar a șocat prin teoriile sale aberante legate de daci. El a susținut, printre altele, că aceștia au fost cea mai veche civilizație a lumii, au construit piramidele, au descoperit Africa și America, iar Iisus Hristos ar fi fost dac. De asemenea, este cunoscut și pentru teoriile sale antisemite, susținând că Nicolae Ceaușescu a fost singurul conducător român care nu era evreu, ci doar Elena Ceaușescu ar fi fost evreică și de la ea ar fi pornit declinul regimului. Poetul Mihai Eminescu ar fi fost ucis tot de către evrei, iar teoria relativității a lui Albert Einstein este de origine eminesciană.